# 皮纳尔
皮纳尔（英語：Penal）是加勒比海岛国特立尼达和多巴哥特立尼达岛南部的一座城镇，行政上由皮纳尔-德贝地区管辖，位于圣费尔南多、王子镇和德贝南部和莫鲁加和锡帕里亚北部，始建于约1900年，2011年人口12,281人。